# P-270蚊子导弹
P-270蚊子（俄语：П-270 «Москит»；拉丁轉寫：P-270 Moskit），又译为马斯基特或白蛉，是苏联的一款超音速冲压发动机反艦导弹。它的GRAU編號是3M80，美國國防部代號SS-N-22，北约代号Sunburn（日炙）。由彩虹设计局（MKB Raduga）於1970年代设计作为P-120（SS-N-9 Siren）的后继型。它本来只能舰载（现代级驱逐舰）上发射，后继改型能在陆上、潜艇上和空中（苏-33）及LUN型地效飞行器上发射，也能带核弹头，空射型称为Kh-41。

## 其他
西方还将P-80 ZUBR导弹称为SS-N-22。

## 相关
- 金牛座导弹
- ASMP导弹
- 风暴影导弹
- RBS-15导弹
- 雄风二E巡航导弹
- Kh-22导弹
- Kh-31导弹
- AGM-84魚叉反艦飛彈
- 雄風三型反艦飛彈
- 鷹擊12反艦飛彈